# Паралија Астридос
Паралија Астридос (грч. Παραλία Αστρίδος) је приморско насељено место на острву  Тасос у периферији Источна Македонија и Тракија, Грчка. Према попису из 2021. године било је 49 становника.